# Ján Rotarides
Ján Alexander Rotarides (Horné Rykynčice, 15 febbraio 1822 – Drienovo, 8 dicembre 1900) è stato un patriota slovacco che come insegnante e attivista culturale svolse un'attività patriottica di risveglio del sentimento nazionale, introdusse la lingua slovacca nell'insegnamento scolastico, compose versi di occasione e raccolse canti e leggende popolari.

## Biografia
Il padre Samuel era un insegnante, sposato con Mária Zaťková. Ján studiò a Banská Štiavnica. In seguito lavorò come insegnante a Dolné Príbelce (oggi Príbelce). 
Nel quadro delle rivoluzioni che scossero l'Impero austriaco per affermare il diritto delle nazioni che lo componevano, Ján Rotarides e Janko Kráľ scatenarono una ribellione nella primavera del 1848 nel comitato di Hont: incendiarono una panca usata per le punizioni corporali (dereš) e il catasto ed esplosero colpi di armi da fuoco contro i portoni delle case signorili. Questo colpo fu portato a segno il 30 marzo 1848. Per l'attività sovversiva Ján Rotarides fu imprigionato prima a Šahy e dall'ottobre del 1849 a Pest. 
Dopo la prigionia visse segnato nella salute (conseguenza del carcere) non lontano da Príbelce. Verso l'anno 1850, dopo aver superato la traumatica esperienza, insegnò a Lentvora e poi per quarant'anni, dal 1856 al 1896 a Drienovo. Qui sposò il 6 febbraio 1861 Mária Miškólciová di Čabradský Vrbovok. La figlia Ľudmila nacque il 1º dicembre 1864 e il figlio Želmír Bohumil Samuel il 18 aprile 1867. 
Morì all'età di 78 anni. La sua eredità a Drienovo fu distrutta da un bombardamento.